# 德吕瑟奈姆
德吕瑟奈姆（法語：Drusenheim，法語發音：[dʁyzənaim] ⓘ 或 [dʁuzənaim]）是法国下莱茵省的一个市镇，属于阿格诺-维桑堡区。

## 地名
由于语源问题，该地名Drusenheim拼读方式不符合法语正字法，其标准发音为[dʁyzənaim]（或 [dʁuzənaim]），根据实际发音其应译作“德吕瑟奈姆”，《世界地名翻译大辞典》与《世界地名译名词典》将其纯按法汉译音表译作“德吕瑟内姆”。

## 地理
德吕瑟奈姆（48°45'43"N, 7°57'6"E）面积15.73 平方千米，位于法国大東部大區下莱茵省，该省份为法国大陆部分最东部的省份，是阿尔萨斯的一部分，今与上莱茵省组成了阿尔萨斯欧洲集体，其南至上莱茵省，西南接孚日省和默尔特-摩泽尔省，西接摩泽尔省，北与德国接壤。
与德吕瑟奈姆接壤的市镇（或旧市镇、城区）包括：埃尔利赛姆、奥芬多夫、达伦登、莫代尔河畔奥伯奥芬、罗尔维莱尔、希赖恩、塞瑟奈姆、苏夫勒奈姆。
德吕瑟奈姆的时区为UTC+01:00、UTC+02:00（夏令时）。

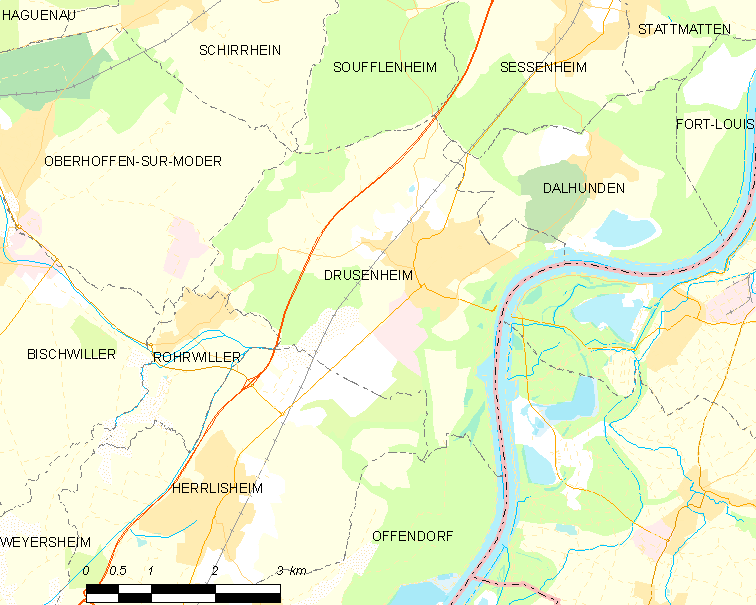
德吕瑟奈姆的OSM定位图

## 行政
德吕瑟奈姆的邮政编码为67410，INSEE市镇编码为67106。

## 政治
德吕瑟奈姆所属的省级选区为比什维莱尔县。

## 人口

1962-2008年间德吕瑟奈姆人口变化图示

德吕瑟奈姆于2022年1月1日时的人口数量为5357人。

## 友好城市
- 法國 圣莱奥纳尔-德诺布拉